# ماهر مهل الرحيلي
ماهر مهل الرحيلي الحربي (1977)، شاعر وأديب وبروفيسور سعودي، وعميد كلية اللغة العربية سابقاً  في الجامعة الإسلامية بالمدينة المنورة، وقد عمل في التدريس بمختلف مراحل التعليم العالي، وكان مشرفًا ومناقشًا على أكثر من 70 رسالة علمية حتى عام 1443هـ/2022م، وقدم نحو 13 بحثًا في الأدب، وصدرت له 5 دواوين شعرية ورواية (حين تحكي الروح)، وعدد من المؤلفات في أدب الرحلات والنقد الأدبي.

## حياته
ولد في المدينة المنورة عام 1398هـ / 1977م، وفيها أتم جميع مراحل تعليمه، وحصل خلال الأعوام 1419-1430هـ على درجات البكالوريوس، الماجستير، والدكتوراه في الأدب والبلاغة من كلية اللغة العربية بالجامعة الإسلامية.

## سيرته المهنية
- عمل في التدريس في كلية كلية اللغة العربية في الجامعة الإسلامية في المدينة المنورة وتدرج فيها وصولا إلى عمادتها من عام 1438هـ - 1443هـ،[7]  وهو عضو في المجلس العلمي منذ 1443هـ. وهو محكّم في جائزة عبد الله الفيصل العالمية للشعر العربي،[8]
- كان عضوا في لجنة تحكيم المسابقات الشعرية في الجامعة الإسلامية حتى عام 1437هـ.[9]
- عين عضواً في أول جمعية مهنية للأدب في السعودية عام 2021م.[10]

## إصدارات

### دواوين
- ديوان شعر «في سكون الليل» عام 1430هـ.
- ديوان شعر «مابعد السكون» عام 1433هـ.
- ديوان شعر «مداي» عام 1434هـ.
- الديوان الرابع «ما تلاه علي الغياب» عام 1437هـ.
- الديوان الخامس «وتر يناجي قوسه» عام 1443هـ[11][12]

### مؤلفات أخرى
- «التجربة الشعرية بين أحمد شوقي وأحمد الغزاوي». 2008م.[13]
- «المعارضات في الشعر السعودي». 2010م.
- كتاب «مفارقات رحال» في أدب الرحلات، عام 1436هـ.[6]
- «الذات والقلم: دراسات نقدية في الأدب السعودي». 2018م.[14]
- رواية «حين تحكي الروح». 1443هـ/ 2022م.[15]
- كتاب «معجم الأدباء السعوديين ذوي الاتجاه الساخر» [بالاشتراك مع عبد الله الحيدري]. 2022.[16]

## أبحاث
1. الغربة في شعر عبد المحسن حليت المحمادي الحربي، دواعيها وظواهرها الفنية.
2. السخرية في الشعر السعودي، أنواعها وسماتها الفنية.
3. رواية الأطفال في الأدب السعودي، مضامينها وسماتها الفنية «إجازة الشمس» لعلي المجنوني أنموذجاً رائداً.
4. المكان ملهما عند شعراء المدينة المنورة في العهد السعودي، جبل أحد أنموذجا.
5. مجتمع الشباب أملاً منشوداً في دواوين الشعر السعودي، دراسة في المضمون والأداء الفني.
6. الزوجة في شعر أحمد سالم باعطب، دراسة في المضمون والأداء الفني.
7. أثر التراث العربي في تجربة الشاعر أسامة عبد الرحمن.
8. نقد الروائيين السعوديين، مقاييسه وسماته.
9. البعد الإنساني في القصة السعودية القصيرة جدا، مجموعة حلم لحسن الشحرة أنموجا.
10. الإحساس بالعمر باعثا شعريا في تجربة غازي القصيبي.
11. ظاهرة الحزن في سرد عمرو العامري، دواعيها النفسية وظواهرها الفنية.
12. تشكلات الشعر العربي في تويتر، الشعر السعودي أنموذجا.[4]
13. كتاب «الذات والقلم» دراسات نقدية في الأدب السعودي.